# Jeongui-Partei
Die Jeongui-Partei (Koreanisch: 정의당, Transliteration: Jeongui-dang, deutsch: Gerechtigkeitspartei) ist eine südkoreanische Partei mit sozialdemokratischer beziehungsweise linker Ausrichtung. Die Partei steht in der Nachfolge der am 19. Dezember 2014 verbotenen Tonghap-jinbo-Partei, aus der sie 2012 entstand. Der Parteivorsitzende Lee Jeong-mi kommt selbst aus der Tonghap-jinbo-Partei.

## Geschichte
Auf dem zweiten Parteitag der Partei am 16. Juli 2013 nahm die Partei ihren heutigen Namen an. Ihr vierter Parteitag fand am 22. November 2015 statt, wo einige außerparlamentarische Organisationen und Gruppen in der Jeongui-Partei zusammengeschlossen wurden. Darunter waren auch einige Mitglieder der Nodong-Partei, nachdem der Zusammenschluss von ihr mit der Jeongui-Partei scheiterte. Bei der Parlamentswahl in Südkorea 2016 gewann die Partei zwei Wahlkreise und erhielt 4 weitere Sitze über die Listenwahl.
Aufgrund des Ablehnens eines Zusammenschlusses der liberalen Gungminui-Partei mit der konservativen Bareun-Partei am 13. Februar 2018 gründeten einige ehemalige Mitglieder der Gungminui-Partei die Minju-peyonghwa-Partei, die zusammen mit der Jeongui-Partei die Fraktion für Frieden und Gerechtigkeit im südkoreanischen Parlament bildete. Jedoch fiel die Fraktion durch den Tod des Jeongui-Partei-Mitglieds Roh Hoe-chan am 23. Juli 2018 unter die 20-Mitglieder-Hürde und verlor damit automatisch die Fraktionseigenschaft. Somit hat die Jeongui-Partei heute nur noch 5 Abgeordnete, der Sitz des Verstorbenen ist vakant.

## Ausrichtung
Die Jeongui-Partei setzt sich für die Rechte der Arbeitnehmer ein und vertritt wirtschaftsdemokratische Ziele. Gewerkschaften sollen größere Bedeutung erlangen, um die Rechte der Arbeitnehmer zu wahren und zu fördern. Darüber hinaus befürwortet sie auch den Wohlfahrtsstaat, in dem der Staat in höherem Maße für Kindererziehung, Bildung, Arbeit, Wohnungsbau, Gesundheit und Rente aufkommt. Die Ziele sollen durch Umverteilung erreicht und durch höhere Steuern für wohlhabendere Bürger finanziert werden. Für die Umwelt will die Jeongui-Partei auf mehr Nachhaltigkeit setzen, indem keine fossilen Brennstoffe wie Kohle und Öl mehr genutzt werden, sondern erneuerbare Energien gefördert werden. Außerdem ist die Partei gegen das Fortbestehen und den Bau von Atomkraftwerken. In der Gesellschaftspolitik spricht sie sich gegen alle Arten von Diskriminierung und für die Erweiterung der politischen Minderheitenrechte aus. Dazu gehört zum Beispiel die Ausweitung der Rechte von Migranten und deren Unterstützung. Im Mittelpunkt der Gesellschaftspolitik stehen auch Geschlechtergleichheit in der Arbeitswelt und das Selbstbestimmungsrecht der Frau.
Das wichtigste außenpolitische Ziel der Jeongui-Partei ist der Frieden in Korea, obwohl sowohl China, Japan, die Vereinigten Staaten und die koreanischen Staaten selbst aufrüsten. Zur offiziellen Beendigung des Koreakriegs befürwortet die Partei die Unterzeichnung des Friedensvertrags zwischen beiden Staaten. Die Partei lehnt dabei auch die Hegemonie einer Seite ab und ist für einen ausgeglichenen Dialog zwischen Nordkorea und Südkorea auf dem Weg zur Wiedervereinigung. Für sie ist Krieg und der Zusammenbruch des nordkoreanischen Regimes keine anstrebenswerte Lösung.